# 시민기자
시민기자(市民記者, Citizen journalist)는 현대 사회 내 새로운 형태의 온라인 미디어에 자발적으로 참여하는 기자를 일컫는다.

## 사례
대한민국의 한국시민기자협회 뉴스포털1은 시민 기자들의 참여로 운영되는 온라인 미디어이다.
원촨 대지진의 현지 피해 상황이 베이징, 상하이, 청두 등의 네티즌들에 의해 인터넷 동영상을 통하여 신속하게 전 세계에 알려졌다.

## 참고 문헌
1. ↑  조선닷컴. “중국 대지진 참사 - 시민기자 맹활약… 실시간 속보 쏟아내”. 2008년 5월 18일에 확인함.